# Gare de Musashi-Itsukaichi
La gare de Musashi-Itsukaichi (武蔵五日市駅, Musashi-itsukaichi-eki) est une gare ferroviaire terminus de la ville d'Akiruno, dans la préfecture de Tokyo au Japon. Elle est gérée par la compagnie JR East.

## Situation ferroviaire
La gare est située au point kilométrique (PK) 11,1  de la ligne Itsukaichi.

## Histoire
La gare a été inaugurée le 15 avril 1925 sous le nom de gare d'Itsukaichi. Elle est renommée Musashi-Itsukaichi le 1er juin 1925.

## Service des voyageurs

### Accueil
La gare dispose d'un bâtiment voyageurs, avec guichets, ouvert tous les jours.

### Desserte
- Ligne Itsukaichi :
  - voies 1 et 2 : direction Haijima et Tachikawa